# Вейжа Бейран, Франсишку Антониу да
Франсишку Антониу да Вейжа Бейран (порт. Francisco da Veiga Beirão, 24 июля 1841, Лиссабон, Португалия — 11 ноября 1916, Оэйраш, Пасу-ди-Аркуш, Португалия) — португальский юрист и государственный деятель, председатель Совета Министров Португалии (1909—1910).

## Биография
В 1862 г. окончил юридический факультет Коимбрского университета. Занимался юридической практикой.
Являлся профессором коммерческого, морского и международного права Торгово-промышленного института Лиссабона и президентом Ассоциации юристов Лиссабона.
С 1880 по 1904 г. избирался в состав Палаты депутатов парламента Португалии. Он также стал известным адвокатом, в том числе председателем Лиссабонской коллегии адвокатов. Был политически близок к Прогрессивной партии, но формально являлся беспартийным.
Входил в состав правительства страны:
- 1886—1890 и 1897—1897 гг. — министр юстиции и по делам церкви, одновременно в августе-октябре 1897 г. исполнял обязанности военно-министра и по делам колоний,
- 1898—1900 гг. — министр иностранных дел. На этом посту решал национальные и колониальные проблемы, связанные с англо-бурской войной (1899—1902), поддерживал ранее заключенный союз с Великобританией, что способствовало продвижению британских войск в Трансвааль.

Считается автором кодекса регулирующего создание и функционирование коммерческих обществ в Португалии (1888)
В 1909—1910 гг. — председатель Совета Министров Португалии. Несколько членов его кабинета оказались вовлечены в скандал с банком Credito Predial. После провозглашения республики он ушел из политики, продолжал работать юристом и адвокатом.
Представлял Португалию на различных конгрессах по международному праву и в Постоянной палате третейского суда, Нидерланды.
Являлся членом и вице-президентом Королевской академии наук, Института международного права и испанской Королевской академии юриспруденции и законодательства. Был первым португальцем, получившим звание доктора гражданского права Эдинбургского университета (1905).
Выступил основателем коммерческой школы Вейжа Бейрана, которая впоследствии была закрыта.

## Награды и звания
Большой крест ордена Башни и Меча.